# Bršlenovica
Bršlenovica je naselje v Občini Lukovica.